# Fred Gravenhorst
Fred Gravenhorst (* 21. Oktober 1896 in Hannover; † 7. Januar 1977 in Kiel) war ein deutscher Grafiker.
Alfred (Fred) Gravenhorst studierte an der Hochschule für Grafik und Buchkunst in Leipzig, danach war er als freiberuflicher Grafiker tätig. Von 1945 bis 1958 lehrte er an der Meisterschule für das Kunsthandwerk in Berlin. Er gestaltete Bücher für Verlage in der SBZ und DDR und wurde unter anderem durch die Gestaltung der Marken der ersten DDR-Dauerserie mit dem Porträt des Präsidenten Wilhelm Pieck und der Serie Tag der Briefmarke (DDR) in den Jahrgängen 1949, 1950, 1951 und 1952 bekannt.